# Христо Шаламанов
Христо Д. Шаламанов е български революционер, воденски районен войвода на Вътрешната македоно-одринска революционна организация, по-късно приел духовен сан и служил в различни градове в Македония и Тракия като екзархийски свещеник.

## Биография
Христо Шаламанов е роден на 29 юни 1874 година в град Воден, тогава в Османската империя. Получава средно образование и работи като учител в Острово. Между 1898 и 1902 година ръководи Островския революционен район на ВМОРО, а от юни 1902 и през 1903 година е войвода на воденска чета. Същата година се разболява и заминава на лечение, заместен от Лазар Димитров Родевчето.
По-късно приема свещенически сан и служи във Воден, Софлу, Враждебна и на други места. Председател е на Воденското братство в София към 1941 година, а негов подпредседател е Георги Саракинов.